# Anagale
Anagale — вимерлий рід гризуноподібних ссавців раннього олігоцену Монголії.
Anagale був довжиною 30 см і нагадував кролика, але з довшим хвостом. Крім того, будова його задніх лап свідчить про те, що він ходив, а не стрибав. Судячи з його лопатоподібних кігтів, Anagale шукав їжу, як-от підземних жуків і черв'яків. Скам'янілі рештки Anagale мають сильно зношені зуби від поїдання ґрунту, що додатково вказує на те, що він харчувався підземними безхребетними.